# Высоцкий, Владимир Владимирович
Владимир Владимирович Высоцкий (род. 28 мая 1968) — советский, казахстанский и украинский футболист, вратарь.

## Биография
Воспитанник павлодарской ДЮСШ № 2. Во взрослом футболе дебютировал в 1986 году в составе павлодарского «Трактора» во второй лиге, сыграв в том сезоне один матч в чемпионате — 14 сентября 1986 года в игре против «Экибастузца» (4:2) вышел на замену на 75-й минуте вместо Юрия Ишутина и за оставшееся время пропустил один гол. Затем некоторое время выступал за «Алгу», а в 1989 году вернулся в Павлодар и провёл за местный клуб более 70 матчей во второй лиге.
После распада СССР продолжал в течение года выступать за «Трактор» в чемпионате Казахстана. В 1992 году сыграл 7 матчей в высшей лиге и стал со своим клубом бронзовым призёром чемпионата.
Весной 1993 года перешёл в украинский клуб «Днепр» (Черкассы). По итогам сезона 1992/93 стал победителем второй лиги Украины, затем в течение двух сезонов выступал в первой лиге. Всего за черкасский клуб сыграл 67 матчей в первенствах страны.
Дальнейшая судьба неизвестна.